# Guennadi Ievrioujikine
Guennadi Iegorovitch Ievrioujikhine (en russe : Геннадий Егорович Еврюжихин) né le 4 février 1944 à Kazan et mort le 15 mars 1998 à Moscou, est un footballeur international soviétique ayant remporté une médaille de bronze lors des Jeux olympiques d'été de 1972.

## Biographie
Après avoir été formé dans des petits clubs de Kazan ou encore de Leningrad, Ievrioujikhine arrive au Dynamo Moscou en 1966 où il ne tarde pas à se faire remarquer. En effet, dès son arrivée au club il est titulaire et va être pendant deux saisons meilleur marqueur du club, notamment lors d'une saison 1967 où il inscrit treize buts.
Ses performances lui valent d'être sélectionné par Mikhail Iakouchine dans la sélection nationale pour le championnat d'Europe 1968 ainsi que pour la coupe du monde 1970.
À Moscou, Guennadi remporte deux coupes d'URSS et est aligné en attaque avec Vladimir Kozlov. Il forme avec Kozlov un duo de choc à l'attaque du Dynamo. Néanmoins, Ievrioujikhine commence à faiblir à partir de 1971, au moment où  Anatoli Kojemiakine commence à exploser dans les rangs moscovites.
Sélectionné par Olexandre Ponomariov pour faire partie de l'équipe olympique soviétique pour les Jeux olympiques à Munich, il remporte la médaille de bronze avec son équipe. Il marque d'ailleurs un but lors de cette compétition, lors des phases de groupe, contre le Soudan, sur pénalty.
Après la finale de la Coupe d'Europe des vainqueurs de coupe en 1972, Guennadi remporte le titre de champion national avec le Dynamo en 1976, seul titre qui manquait à son palmarès. Il prend sa retraite dès ce trophée remporté.

## Statistiques
| Saison                | Club                  | Championnat           | Championnat | Championnat | Coupe(s) nationale(s) | Coupe(s) nationale(s) | Compétition(s) continentale(s) | Compétition(s) continentale(s) | Compétition(s) continentale(s) | Total | Total |
| Saison                | Club                  | Division              | M.          | B.          | M.                    | B.                    | Comp.                          | M.                             | B.                             | M.    | B.    |
| 1965                  | Dinamo Léningrad      | D2                    | 30          | 16          | 5                     | 4                     | -                              | -                              | -                              | 35    | 20    |
| 1966                  | Dinamo Léningrad      | D2                    | 11          | 0           | -                     | -                     | -                              | -                              | -                              | 11    | 0     |
| Sous-total            | Sous-total            | Sous-total            | 41          | 16          | 5                     | 4                     | -                              | -                              | -                              | 46    | 20    |
| 1966                  | Dynamo Moscou         | D1                    | 24          | 9           | 2                     | 0                     | -                              | -                              | -                              | 26    | 9     |
| 1967                  | Dynamo Moscou         | D1                    | 34          | 13          | 7                     | 2                     | -                              | -                              | -                              | 41    | 15    |
| 1968                  | Dynamo Moscou         | D1                    | 29          | 3           | 8                     | 2                     | -                              | -                              | -                              | 37    | 5     |
| 1969                  | Dynamo Moscou         | D1                    | 29          | 7           | 3                     | 0                     | -                              | -                              | -                              | 32    | 7     |
| 1970                  | Dynamo Moscou         | D1                    | 28          | 7           | 3                     | 1                     | -                              | -                              | -                              | 31    | 8     |
| 1971                  | Dynamo Moscou         | D1                    | 20          | 2           | 4                     | 1                     | C2                             | 4                              | 0                              | 28    | 3     |
| 1972                  | Dynamo Moscou         | D1                    | 25          | 3           | 3                     | 0                     | C2                             | 5                              | 2                              | 33    | 5     |
| 1973                  | Dynamo Moscou         | D1                    | 28          | 3           | 7                     | 2                     | -                              | -                              | -                              | 35    | 5     |
| 1974                  | Dynamo Moscou         | D1                    | 28          | 4           | 6                     | 1                     | C3                             | 4                              | 1                              | 38    | 6     |
| 1975                  | Dynamo Moscou         | D1                    | 20          | 2           | 1                     | 0                     | -                              | -                              | -                              | 21    | 2     |
| 1976                  | Dynamo Moscou         | D1                    | 18          | 1           | 1                     | 0                     | C3                             | 1                              | 0                              | 20    | 1     |
| Sous-total            | Sous-total            | Sous-total            | 283         | 54          | 45                    | 9                     | -                              | 14                             | 3                              | 342   | 66    |
| Total sur la carrière | Total sur la carrière | Total sur la carrière | 324         | 70          | 50                    | 13                    | -                              | 14                             | 3                              | 388   | 86    |

## Palmarès
- Champion d'URSS : 1976 (championnat d'automne)
- Vainqueur de la Coupe d'URSS : 1967 et 1970
- Finaliste de la Coupe d'Europe des vainqueurs de coupe : 1972
- Médaillé de bronze aux Jeux olympiques d'été de 1972